# ترافيس روي
ترافيس روي (بالإنجليزية: Travis Roy)‏ (10 مايو 1974 بديترويت في الولايات المتحدة - ) هو لاعب كرة قدم أمريكي في مركز الوسط. لعب مع نيويورك ريد بولز وMilwaukee Rampage ‏ وBuffalo Blizzard ‏ وDetroit Rockers ‏ وSt. Louis Ambush (1992–2000) ‏ وStaten Island Vipers ‏.